# محمود جوهری
سید محمود جوهری (زاده ۱۳۲۴ – درگذشته ۴ فروردین ۱۳۵۵) بازیگر اهل ایران بود. وی با مجموعه تلویزیونی دلیران تنگستان در نقش رئیس‌علی دلواری شناخته شده بود.
جوهری در عرصه تئاتر، چهره‌ای فعال و پویا بود و نمایش‌های زیادی را به صحنه برده بود. او در تئاتر، نویسنده، کارگردان، چهره پرداز و بازیگر موفقی بود و با فوت ناگهانی اش هنر نمایش در ایران یکی از چهره‌های با استعداد و آینده دارش را از دست داد. اما ایفای نقش او در این مجموعه اثری به یادماندنی از وی برای هنردوستان به یادگار گذاشت.
پس از پایان ساخت مجموعه، جوهری در حادثه تصادف اتومبیلش در نوروز ۱۳۵۵ کشته شد. وی که با پیکان جوانان قرمز رنگش و به‌همراه همسر و کودک خردسالشان راهی مسافرتی نوروزی به جنوب کشور (جاده اهواز. آبادان) بودند، طی مسیر دچار سانحه گشته و در این حادثه، به همراه همسرش کشته شد و در قطعه ۹، ردیف ۵۹، شماره ۳ بهشت زهرا تهران به خاک سپرده شد.